# Ойген Голдщайн
Ойген Голдщайн (на немски: Eugen Goldstein) е германски физик. Той е един от първите изследователи на газоразрядните тръби и откривател на анодните лъчи. Някои изследователи го смятат и за откривател на протона.

## Биография
Голдщайн е роден през 1850 г. в Глайвиц (днес Гливице), Силезия. Следва физика в Бреслау (днес Вроцлав), а след това при Херман фон Хелмхолц в Берлин. Работи в Берлинската обсерватория от 1878 до 1890 г., но по-голямата част от кариерата му преминава в Потсдамската обсерватория, където през 1927 г. оглавява отдела за астрофизика. Умира през 1930 г. в Берлин.